# Hannovers voetbalkampioenschap
Het Hanovers voetbalkampioenschap (Duits: Hannoverscher Fußballmeisterschaft) was een regionale voetbalcompetitie uit de stad Hannover en omgeving. Tot 1920 was het de hoogst mogelijke competitie voor clubs uit Hannover.
De eerste drie seizoenen werd de competitie georganiseerd door de Hannoverse voetbalbond, daarna nam de Noord-Duitse voetbalbond het over.
De competitie werd gedomineerd door Hannoverscher FC 96 en Eintracht 1898. In 1913/14 werd gestart met één competitie voor heel Noord-Duitsland. Het kampioenschap van 1913/14 was daardoor de tweede klasse. Door het uitbreken van de Eerste Wereldoorlog werd deze grotere competitie weer afgeschaft. Na twee jaar onderbreking werd hervat met de competitie in 1916. Na de oorlog herstructureerde de voetbalbond de Noord-Duitse competities en na enkele formules werd vanaf 1922 gestart met het voetbalkampioenschap van Zuid-Hannover-Braunschweig.

## Erelijst
- 1904 ARBV 1898 Hannover
- 1905 Hannoverscher FC 96
- 1906 Hannoverscher FC 96
- 1907 Hannoverscher FC 96
- 1908 Hannoverscher FC 96
- 1909 FC Eintracht 1898 Hannover
- 1910 Hannoverscher FC 96
- 1911 Hannoverscher FC 96
- 1912 FC Eintracht 1898 Hannover
- 1913 Hannoverscher FC 96
- 1914 SC 02 Hannover (*)
- 1917 FC Eintracht 1898 Hannover
- 1918 FC Eintracht 1898 Hannover
- 1919 FC Eintracht 1898 Hannover
- 1920 SV Arminia Hannover

(*) in 1914 was de competitie de tweede klasse omdat er één hoogste klasse werd ingevoerd door de Noord-Duitse voetbalbond.

## Eeuwige ranglijst
in seizoen 1913/14 was de competitie niet de hoogste divisie. 
| Club                       | /15 | Seizoenen (1903-1914, 1916-1920) |
| -------------------------- | --- | -------------------------------- |
| FC Eintracht 1898 Hannover | 14  | 1903-1913, 1916-1920             |
| Hannoverscher FC 96        | 10  | 1903-1913                        |
| BV Hannovera 1898          | 8   | 1905-1913                        |
| SC 02 Hannover             | 7   | 1909-1914, 1916-1917, 1919-1920  |
| SV Hohenzollern Hildesheim | 4   | 1910-1914                        |
| SC Elite 06 Hannover       | 4   | 1911-1914, 1918-1919             |
| VfB Hannover               | 4   | 1911-1914, 1916-1917             |
| SV Arminia Hannover        | 4   | 1916-1920                        |
| Hannoverscher SV 96        | 4   | 1916-1920                        |
| FC Hannovera 1898 Hannover | 2   | 1903-1905                        |
| BV Werder 1910 Hannover    | 2   | 1913-1914, 1919-1920             |
| FC Germania 06 Lehrte      | 2   | 1917-1919                        |
| FC Germania 1897 Hannover  | 2   | 1917-1919                        |
| ARBV Hannover              | 1   | 1903-1904                        |
| FC Hannover 96 II          | 1   | 1903-1904                        |
| SV 1906 Hildesheim         | 1   | 1913-1914                        |
| FC Sport Hannover          | 1   | 1919-1920                        |
| SV Linden 07               | 1   | 1919-1920                        |
| SpVgg Hannover             | 1   | 1919-1920                        |

1903/04 · 1904/05 · 1905/06 · 1906/07 · 1907/08 · 1908/09 · 1909/10 · 1910/11 · 1911/12 · 1912/13 · 1913/14 · 1916/17 · 1917/18 · 1918/19 · 1919/20